# Yankuang Energy Group Company
Yanzhou Coal Mining ist ein 1997 gegründetes chinesisches Bergbauunternehmen mit Firmensitz in Jining.
Das Unternehmen ist an drei verschiedenen Börsen notiert: Hong Kong Stock Exchange, New York Stock Exchange und Shanghai Stock Exchange. Zum Unternehmen gehören mehrere Steinkohlenbergwerke in China. Mehrheitlich wird das Unternehmen vom chinesischen Konzern Yankuang Group kontrolliert. Die Förderung des Jahres 2010 betrug 49,63 Millionen Tonnen, der Gewinn vor Steuern 12.113.833.854 RMB (1.411.261.644 € / 10. Januar 2011).

## Lage
Der Hauptsitz von Yanzhou Coal Mining befindet sich, ebenso wie die meisten Bergwerke, in der Provinz Shandong.

## Bergwerke
Das Unternehmen betreibt 6 Bergwerke: Nantun, Xinglong Zuhang, Baodian, Dongtan, Jining II, Jining III, Tianchi, Zhaolou und Austar in Australien, die zwischen 1966 und 2004 aufgeschlossen wurden und Teufen von 300 bis 900 m erreichen. Die Mächtigkeit der Hauptflöze liegt zwischen 5 und 9 Metern. Im Jahr 2008 wurden insgesamt ca. 36 Millionen Tonnen Kohle gefördert.

## Kokerei
2003 wurde die im Jahr 2000 stillgelegte Kokerei Kaiserstuhl von Thyssen erworben und 2006 in China in der Nähe von Zaozhuang wieder in Betrieb genommen.